# La vergine, il toro e il capricorno
La vergine, il toro e il capricorno è un film del 1977 diretto da Luciano Martino.

## Trama
Un affermato architetto milanese che vive a Roma, indomito traditore della moglie, fa di tutto per non farsi scoprire da lei. Ma quando questo accade, la moglie si vendica tradendo il marito con un giovane studente di architettura.